# داریوش دوتکا
داریوش دوتکا (به لهستانی: Dariusz Dudka) (زاده ۹ دسامبر ۱۹۸۳) بازیکن فوتبال اهل کشور لهستان است.
وی سابقه ۶۵ بازی و ۲ گل ملی برای تیم ملی فوتبال لهستان در کارنامه دارد، همچنین پست تخصصی او، هافبک است.